# 陽の照りながら雨の降る
「陽の照りながら雨の降る」（ひのてりながらあめのふる）は、日本の歌手Coccoの13枚目のシングルである。2006年5月24日発売。発売元はビクターエンタテインメント。

## 概要
- 前作から3ヶ月ぶりとなるシングル。
- 初回盤のみ「blue bird」収録のボーナス8cmCD付き。

## 収録曲
（全作詞・作曲：Cocco／編曲：根岸孝旨）
1. 陽の照りながら雨の降る（4:36）
2. 手の鳴るほうへ（5:25）
3. コンポジションA（3:02）

## 収録アルバム
陽の照りながら雨の降る
- オリジナル『ザンサイアン』（2006年6月21日)
- ベスト『ザ・ベスト盤』　(2011年8月15日)

blue bird
- ベスト『ザ・ベスト盤』　(2011年8月15日)

## タイアップ
blue bird
- ゼアリズエンタープライズ配給映画「ヴィタール」エンディングテーマ

## テレビ出演
陽の照りながら雨の降る
- 2006年6月23日　TBS系「NEWS23」
- 2006年10月13日　テレビ朝日系「ミュージックステーション」